# 游朴故居
游朴故居，位于中国福建省霞浦县松城街道俊星社区曲井头府前路72-2号，为一个霞浦县级文物保护单位，类型为古建筑，公布时间为2010年11月。
游朴故居始建于明朝万历年间，为明朝官员游朴的居住地。